# Gloria Carrá
Gloria Andrea Curra (Banfield, Buenos Aires; 15 de junio de 1971), conocida por su nombre artístico Gloria Carrá, es una actriz, cantante y compositora argentina. Su apellido lo cambió por consejo del actor Darío Vittori.Poseedora de una extensa carrera como actriz, se destacó por interpretar a villanas en televisión. Su hija mayor es la actriz y cantante Ángela Torres,  a quien tuvo con el músico Marcelo Torres.

## Televisión
| Ficciones      | Ficciones                                                                            | Ficciones                                       |
| Año            | Título                                                                               | Personaje                                       |
| -------------- | ------------------------------------------------------------------------------------ | ----------------------------------------------- |
| 1982           | Nosotros y los miedos                                                                | Gloria (Episodio Miedo a afrontar)              |
| 1983-1985      | Señorita Maestra                                                                     | Mercedes "Meche" Ferreiro                       |
| 1984 1985 1986 | Séptimo grado...adiós a la escuela Entre los tuyos y los míos Las chancletas de papá | Meche Gloria Lola                               |
| 1987           | Tu mundo y el mío                                                                    | Tatiana "Tati"                                  |
| 1987           | Estrellita mía                                                                       | Liliana "Lili" Aldama                           |
| 1988           | Pasiones                                                                             | Ondina                                          |
| 1988           | Los porteños                                                                         | Juliana Santos                                  |
| 1989           | Socorro 5° Año                                                                       | Carolina                                        |
| 1989-1990      | Los otros y nosotros                                                                 | Cecilia                                         |
| 1991-1992      | La banda del Golden Rocket                                                           | Evelyn                                          |
| 1991           | Manuela                                                                              | Jenny                                           |
| 1992           | Inolvidable                                                                          | Teresa                                          |
| 1994           | Son de diez                                                                          | Ella misma (cameo)                              |
| 1994           | Aprender a volar                                                                     | Eugenia Bermúdez                                |
| 1995-1996      | Alta comedia                                                                         | Varios personajes                               |
| 1995           | Sin condena                                                                          | Celia Gímenez (Episodio: El caso Miguel Bru)    |
| 1995           | Nueve lunas                                                                          | Sol                                             |
| 1996           | Sueltos                                                                              | Andrea                                          |
| 1996           | Poliladron                                                                           | "La Flaca" García                               |
| 1997           | Hombre de mar                                                                        | Mariana                                         |
| 1998           | La nocturna                                                                          | Malena Aguilar                                  |
| 1999-2000      | Verano del 98                                                                        | Amparo Guzmán                                   |
| 2001           | Culpables                                                                            | Romina                                          |
| 2002           | 1000 millones                                                                        | Gladys                                          |
| 2003           | Infieles                                                                             | Laura                                           |
| 2004           | Culpable de este amor                                                                | Virginia Marvin                                 |
| 2005           | Numeral 15                                                                           | Sofía (Episodio: Santa calls)                   |
| 2005           | Ambiciones                                                                           | Graciela "Grace" Alfonsín                       |
| 2005           | Conflictos en red                                                                    | Carina (Episodio: cuernos"                      |
| 2006           | Chiquititas                                                                          | Betiana Dalesio / Beatriz Pérez                 |
| 2006           | Mujeres asesinas 2                                                                   | Delia "La colo" (Episodio3: Hermanas de sangre) |
| 2007-2008      | Patito feo                                                                           | Blanca Bernardi                                 |
| 2010           | Para vestir santos                                                                   | María Eugenia                                   |
| 2011           | Los Únicos                                                                           | Petra                                           |
| 2011           | Televisión x la inclusión                                                            | Florencia Larreyiga (Episodio9: Sin cobertura)  |
| 2011           | Maltratadas                                                                          | Juliana (Episodio7: Acosada sin salida)         |
| 2012           | Perfidia                                                                             | Cecilia Salguero                                |
| 2012-2013      | Tiempos compulsivos                                                                  | Teresa Guglietti                                |
| 2013           | Historias de corazón                                                                 | Rocío (Episodio16: Rocío en la trampa)          |
| 2014           | Sres. Papis                                                                          | Carla De Leone                                  |
| 2015           | La casa del mar                                                                      | Ana Heller                                      |
| 2016           | Silencios de familia                                                                 | Daniela Arévalo                                 |
| 2017           | Reencuentros                                                                         | Angie                                           |
| 2019           | Pequeña Victoria                                                                     | Anette Aguilar                                  |
| 2023           | Argentina, tierra de amor y venganza                                                 | Sara Woodward de Machado                        |
| 2025           | Envidiosa 2                                                                          | Violeta                                         |

## Cine
Películas
| Año  | Título                      | Personaje      | Director                                        |
| ---- | --------------------------- | -------------- | ----------------------------------------------- |
| 1994 | Una sombra ya pronto serás  | Rita           | Héctor Olivera                                  |
| 1996 | El mundo contra mí          |                | Beda Docampo Feijóo                             |
| 2006 | Agua                        | María          | Verónica Chen                                   |
| 2006 | Chile 672                   | Reyna          | Pablo Bardauil y Franco Verdoia                 |
| 2007 | UPA! Una película argentina | Gloria Carrá   | Tamae Garateguy, Santiago Giralt y Camila Toker |
| 2009 | Las viudas de los jueves    | Lala           | Marcelo Piñeyro                                 |
| 2013 | Mujer Conejo                | Silvia         | Verónica Chen                                   |
| 2015 | Abzurdah                    | Miriam         | Daniela Goggi                                   |
| 2018 | Animal                      | Josefina Hertz | Armando Bó                                      |
| 2020 | Marea alta                  | Laura          | Verónica Chen                                   |
| 2022 | El último hereje            | Raquel         | Daniel de la Vega                               |
| 2025 | Corazón delator             | Deborah        | Marcos Carnevale                                |

Cortometrajes
| Año  | Título                                                    | Personaje | Director          |
| ---- | --------------------------------------------------------- | --------- | ----------------- |
| 2017 | Libro de la memoria: Homenaje a las víctimas del atentado | Madre     | Matías Bertilotti |

## Teatro
Sex , la obra.  Estreno Mar del Plata . ABRIL   2025 . TEATRO San Miguel. Gira Nacional e Internacional 2025 2026  . 
SEX , LA OBRA , GIRA NACIONAL E INTERNACIONAL 2025 2026 
- La mujer del vestido verde. Actuación Dalia Elcaneve. Escrita por Jorgelina Aruzzi. 2022. 2023 2024 2025 . Dirigida por Gloria Carrá 2022 2023 2024 2025
- Las Irresponsables, con Julieta Díaz y Paola Krum. 2022.
- El recurso de Amparo. Centro Cultural 25 de Mayo. 2021-2022.
- Sex, viví tu experiencia Gorriti Art Center. 2019 y 2020.
- La Ratonera Teatro Multitabaris. 2018,2019 Gira Nacional y Países regionales.
- Cuando llueve Teatro San Martin. y teatro Multiescena 2017-2019
- Red Carpet Teatro San Martín. 2014.
- En el cuarto de al lado Teatro Paseo la plaza 2012
- 4D óptico Teatro San Martin 2011
- Qué será de ti Teatro Maipo 2010
- Patito Feo: La historia más linda en el Teatro (2007 y 2008)
- La felicidad Tetaro San Martin 2007
- Frida y yo Teatro Paseo la Plaza 2006
- ¿Estás ahí? Teatro Maipo 2003 -2004 y 2014
- Bésame mucho Teatro Paseo la Plaza 2002
- Blanco sobre blanco  Teatro el naconal Mar del Plata 1994
- Las mariposas son libres Teatro el nacional 1994
- La Banda del Golden Rocket Teatro Gran Rex. 1993.
- Señorita maestra en el Nacional 1983-1985

## Música
Es la fundadora, cantante principal, compositora y guitarrista de la banda Coronados de Gloria desde 2013. En 2018, junto a otras artistas femeninas grabaron una versión de la canción de "Bella Ciao" en apoyo al aborto legal en Argentina.

## Premios y nominaciones

### Cine
| Premios Sur | Premios Sur             | Premios Sur      | Premios Sur | Premios Sur |
| Año         | Categoría               | Trabajo nominado | Resultado   | Ref.        |
| ----------- | ----------------------- | ---------------- | ----------- | ----------- |
| 2015        | Mejor actriz de reparto | Abzurdah         | Nominada    | [ 5 ]       |

### Televisión
| Premios Martín Fierro | Premios Martín Fierro                  | Premios Martín Fierro | Premios Martín Fierro | Premios Martín Fierro |
| Año                   | Categoría                              | Trabajo nominado      | Resultado             | Ref.                  |
| --------------------- | -------------------------------------- | --------------------- | --------------------- | --------------------- |
| 2013                  | Mejor actriz de unitario y/o miniserie | Tiempos compulsivos   | Nominada              | [ 6 ]                 |
| 2015                  | Mejor actriz de reparto                | Sres. Papis           | Nominada              | [ 7 ]                 |
| 2017                  | Mejor actriz de reparto                | Silencios de familia  | Nominada              | [ 8 ]                 |

| Premios Tato | Premios Tato                                | Premios Tato        | Premios Tato | Premios Tato |
| Año          | Categoría                                   | Trabajo nominado    | Resultado    | Ref.         |
| ------------ | ------------------------------------------- | ------------------- | ------------ | ------------ |
| 2012         | Mejor actriz de reparto en ficción unitario | Tiempos compulsivos | Ganadora     | [ 9 ]        |
| 2012         | Mejor actriz de reparto en ficción unitario | Perfidia            | Nominada     | [ 10 ]       |
| 2013         | Mejor actriz protagónica en drama           | Tiempos compulsivos | Nominada     | [ 11 ]       |
| 2016         | Mejor actriz de reparto                     | La casa del mar     | Nominada     | [ 12 ]       |

### Teatro
| Año  | Premio      | Categoría               | Trabajo nominado | Resultado |
| ---- | ----------- | ----------------------- | ---------------- | --------- |
| 2001 | Premios ACE | Mejor Actriz            | Bésame mucho     | Nominada  |
| 2004 | Premios ACE | Mejor Actriz de comedia | ¿Estás ahí?      | Nominada  |
| 2008 | Premios ACE | Mejor Actriz            | La felicidad     | Nominada  |